# Alessandro Guidoni
Alessandro Guidoni (* 15. Juli 1880 in Turin; † 27. April 1928 in Montecelio) war ein italienischer Flugpionier und General. Die bei Rom gelegene Stadt Guidonia Montecelio wurde nach ihm benannt.

## Leben

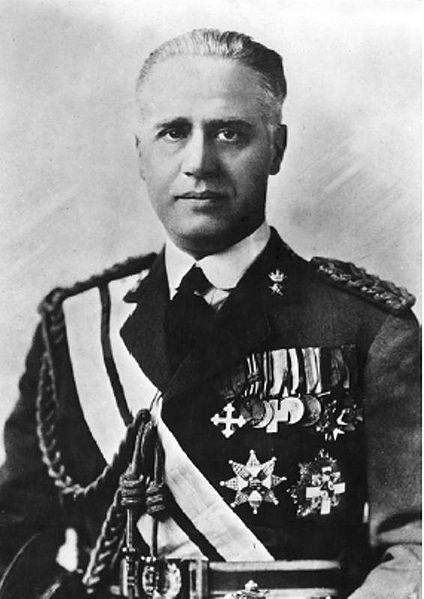
Brigadegeneral Alessandro Guidoni

Nach der Schulausbildung in seiner Heimatstadt Turin schloss Guidoni 1903 ein Ingenieurstudium an der dortigen Technischen Hochschule ab. Anschließend übernahm ihn die italienische Marine als Oberleutnant zur See in ihr Ingenieurkorps. 1905 erwarb er in Genua einen weiteren Hochschulabschluss in Schiffbau. 1909 begann er Flugzeuge zu konstruieren und arbeitete dabei unter anderem mit dem Marineflieger Mario Calderara zusammen. Während des italienisch-türkischen Krieges erwarb er in Nordafrika eine Fluglizenz. 1912 und 1913 leitete er die Flugzeugwerft der Marine in Venedig, 1914 übernahm er die in Tarent, wo er mit den Planungen der Flugzeugmutterschiffe Europa und Elba beauftragt wurde. 1916 kehrte er wieder nach Venedig zurück und begann dort mit Tests, bei denen die Widerstandsfähigkeit von Schiffen gegen Bomben, Granaten, Seeminen und Torpedos erprobt wurde. Zusammen mit Gaetano Arturo Crocco entwickelte er die erste kreiselinstrumentgesteuerte Bombe, die von Flugzeugen oder Luftschiffen gegen bis zu 20 km entfernte Ziele zum Einsatz gebracht werden konnte. 1918 leitete er eine Luftfahrt-Forschungseinrichtung bei Rom.
Nach dem Ersten Weltkrieg nahm er als Vertreter der italienischen Luftstreitkräfte in Paris an der Ausarbeitung eines internationalen Luftfahrtabkommens teil und war auch Mitglied der interalliierten Luftfahrt-Kontrollkommission in Berlin. Von 1920 bis 1923 diente er als italienischer Luftfahrt-Attaché in London, wo man ihn auf Grund seiner technischen Leistungen zum Honorary Fellow der Royal Aeronautical Society ernannte. 1923 wurde Guidoni erster Leiter des Ingenieurkorps der gerade als selbständige Teilstreitkraft eingerichteten italienischen Luftwaffe.
1928 arbeitete Guidoni an der Entwicklung eines neuen Fallschirms, den der 47-jährige Brigadegeneral persönlich testen wollte. Bei den Versuchen auf dem Flugplatz von Montecelio bei Rom kam er ums Leben, da der Fallschirm versagte.

## Militärflugplatz
Der 1915 angelegte Flugplatz Montecelio entwickelte sich unter Guidoni zu einem Zentrum für die Entwicklung der Luftfahrttechnik. Ab 1935 richtete Mussolini dort einen großen militärischen Komplex ein (Città dell’Aria) und gab ihm zu Ehren des umgekommenen Flugpioniers den Namen Guidonia. Später entwickelte sich von hier aus die Guidonia Montecelio genannte Vorstadt Roms. Die militärischen Anlagen und der Flugplatz wurden 1943 durch alliierte Bomben zerstört. Nach dem Zweiten Weltkrieg verblieben auf dem Militärflugplatz Guidonia militärische Kommando-, Verwaltungs- und Ausbildungseinrichtungen, während das traditionsreiche Flugerprobungszentrum auf den Militärflugplatz Pratica di Mare umzog.